# José Fernández Arteaga
José Fernández Arteaga (Santa Inés, 12 de septiembre de 1933 - Santa Inés, 17 de diciembre de 2021) fue un arzobispo católico mexicano. Fue Padre fundador de la Congregación de Hermanas Diocesanas de Nuestra Señora de los Ángeles en 1976.

## Biografía

### Primeros años y formación
José nació en Santa Inés, estado de Michoacán, México. Fue el séptimo hijo de nueve; sus padres fueron Crecencio Fernández y Josefa Arteaga de Fernández. Además era familiar de San Rafael Guízar y Valencia y tenía parentesco con varios obispos y sacerdotes, entre los que destacan José de Jesús Fernández y Barragán y Celestino Fernández y Fernández. 
Realizó sus primeros estudios eclesiásticos en la Escuela Apostólica de las Hijas del Espíritu Santo en Tulancingo, Hidalgo. Posteriormente fue enviado a Montezuma, Nuevo México, donde hizo los estudios de filosofía y teología en el Seminario de Santa María de Guadalupe, dependiente del Episcopado Mexicano.

### Sacerdocio
Recibió el sacramento de la sagrada ordenación, en el grado del presbiterado, el 6 de abril de 1957, en el mismo seminario, por Edwin Vincent Byrne, Arzobispo de Santa Fe. En ese momento quedaba incardinado a la Diócesis de Tulancingo.
Llegado a su diócesis, su obispo lo envía a Roma, donde estudia la Licenciatura en Derecho Canónico, de 1957 a 1959 en la Pontificia Universidad Gregoriana. Termina su estancia en Roma y es nombrado en su diócesis como: prefecto de Disciplina del Seminario, así como ecónomo. Fue también vicario económo (especie de párroco) de Villa Manuel Ávila Camacho. Desempeñó el cargo de capellán de la villa indígena de Metepec en Tulancingo. Director espiritual de la Legión de María.
Fue nombrado por su obispo, párroco del Santuario de Ntra. Sra. de los Ángeles, de 1970 a 1974. Así mismo desempeñó el cargo de Presidente y después Secretario del Consejo Presbiteral.
Falleció en su pueblo natal el 17 de diciembre de 2021.

## Episcopado

### Obispo de Apatzingán
Preconizado por Pablo VI como Obispo de Apatzingán en Michoacán el 16 de julio de 1974, recibe la ordenación como tal el 12 de septiembre siguiente, por ministerio del entonces Nuncio Apostólico en México, Arzobispo Mario Pío Gaspari. 

### Obispo de Colima
El 9 de febrero de 1980, San Juan Pablo II, lo nombra Obispo de la Diócesis de Colima, tomando posesión el 8 de mayo siguiente.
Fundó en 1976, el Instituto de Hermanas Diocesanas de Ntra. Sra. de los Ángeles, cuyo carisma es atender y ayudar a los obispos en los gobiernos pastorales, así como del cuidado de su propia persona.
Fue nombrado miembro de la Sagrada Congregación para los Institutos de Vida Consagrada y Sociedades de Vida Apostólica.

### Arzobispo en Chihuahua
Fue nombrado Arzobispo Coadjutor de Chihuahua el 27 de diciembre de 1988, tomando posesión el 25 de enero de 1989. Sucede en el gobierno pastoral de la Arquidiócesis de Chihuahua al Excmo. Mons. Adalberto Almeida y Merino el 24 de junio de 1991, recibiendo el palio arzobispal el 29 de junio, así mismo toma posesión como tal el 6 de julio. 
Fue parte del Consejo Superior de la Universidad Pontificia de México, durante el trienio 2007-2009.
Fue nombrado Administrador Apostólico de Colima mientras llegaba el nuevo Obispo. Recibe también el mismo nombramiento, pero en el Vicariato Apostólico de la Tarahumara, de 1992 a 1993, y de la Diócesis de Ciudad Juárez, de mayo a octubre de 1994.

#### Arzobispado
Como Arzobispo de Chihuahua, se menciona que promovió las creaciones de las Diócesis de Parral y la de Cuauhtémoc-Madera, así mismo la elevación de la Prelatura de Nuevo Casas Grandes en Diócesis, y el Vicariato Apostólico de Tarahumara en Diócesis, cambiando la sede episcopal a Guachochi, el templo parroquial de la sede principal anterior, fue promovido con el título de Co-Catedral de Sisoguichi. En lo que respecta a Chihuahua, convocó a un gran Sínodo Diocesano, el cual es el primero que se celebra en la Arquidiócesis, el cual duró de 1991 a 2000. Realiza también un Plan Pastoral Diocesano en 2002, mismo que se ha ido actualizando con Asambleas Pastorales dos veces por año.

### Renuncia
El Papa Benedicto XVI aceptó su renuncia al gobierno pastoral de la arquidiócesis el 29 de septiembre de 2009. Tras su retiro radicó en la población donde nació, Santa Inés del municipio de Tocumbo, Michoacán.